# M53/59 Praga

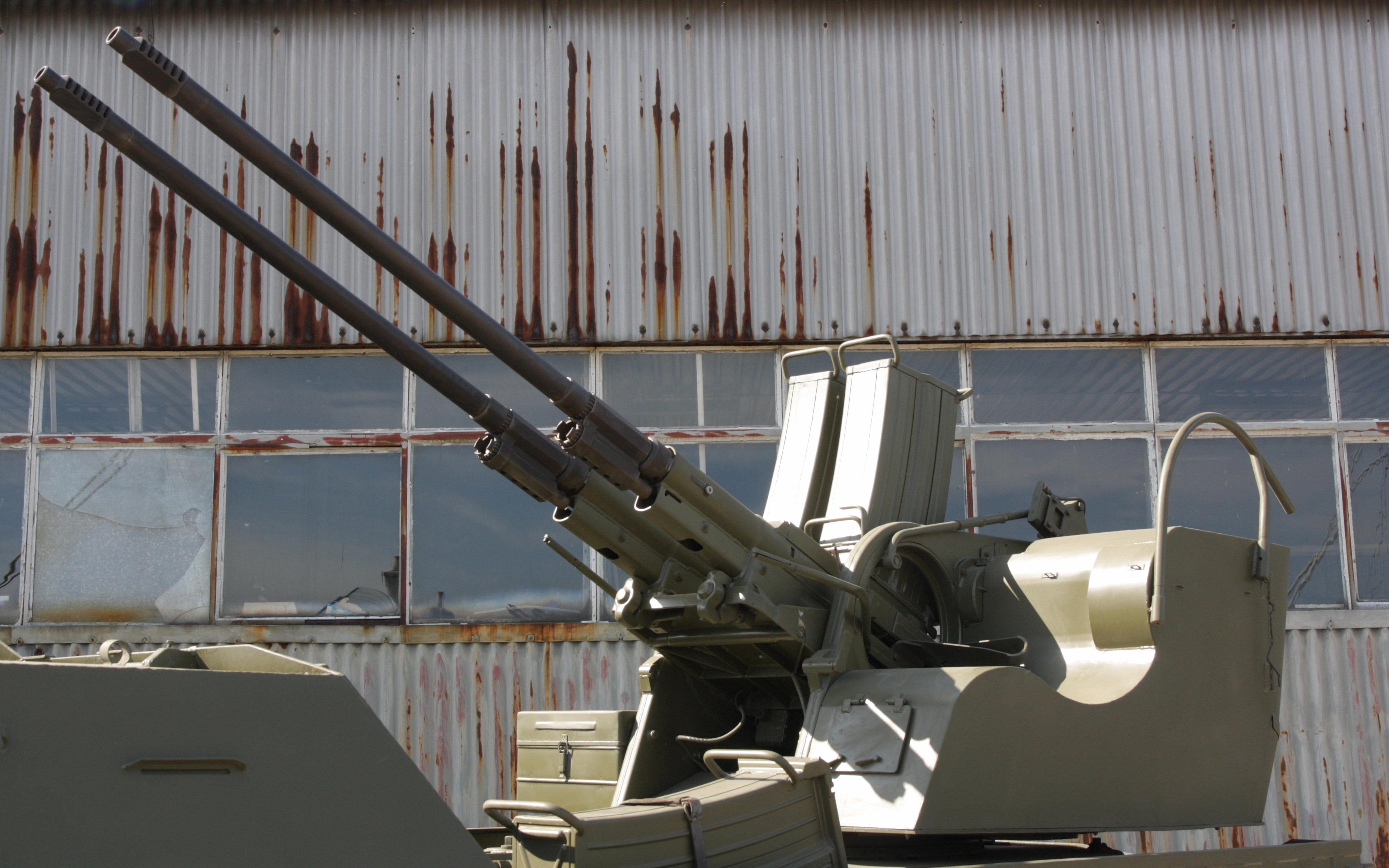
30-мм здвоєна автоматична гармата vz.53/59

M53/59 Praga — чехословацька самохідна зенітна установка, розроблена наприкінці 1950-х років. Складається з сильно видозміненого шасі шестиколісної повнопривідної вантажівки Praga V3S, оснащеного встановленою ззаду здвоєною 30 мм зенітною автоматичною гарматою, для якої автомобіль, як правило, возить 900 снарядів, а кожна з гармат постачається самопливом зі спеціальних магазинів на 50 снарядів. Кабіна машини броньована.
У Чехословаччині була відома як Praga PLDvK vz. 53/59 - "Ještěrka" (PLDvK Model 53/59 — «Ящірка»). PLDvK розшифровується як Protiletadlový dvojkanón = зенітна спарена гармата.
Система має оптичний приціл і може ефективно використовуватися тільки вдень за гарних погодних умов. Зенітку можна демонтувати та використовувати без автомобіля.
Попри те, що для протиповітряної оборони гармата загалом застаріла, її можна ефективно використовувати як наземну зброю підтримки проти неброньованих або легкоброньованих цілей, як це засвідчили югославські війни. Вона залишається на озброєнні армій Єгипту, Лівії, Сербії, Словаччини тощо.
На користь цієї самохідної зенітної установки Чехословаччина відмовилася від радянської ЗСУ-57-2, імпортувавши свого часу одну таку радянську установку для випробувань та визнавши її порівнянною з M53/59.

## Бойова історія
- Єгипет і  Сирія у кількох близькосхідних конфліктах[5]
- Лівія у Чадсько-лівійському конфлікті 1978—1987 рр. та громадянській війні в Лівії 2011-2020 рр. (перша і друга громадянські війни)[6]
- Ірак в Ірано-іракській війні 1980—1988 рр.,[7] війні у Перській затоці 1990—1991 рр.[8] та в Іракському конфлікті[9]
- Югославія ( Сербія,  Хорватія,  Словенія,  Боснія і Герцеговина) — у війнах у Югославії 1991—2001 рр.[10]
- ДР Конго (Рух 23 березня) — у повстанні 2012—2013 рр.[11][12]

## Експлуатанти
- ДР Конго — (Рух 23 березня) помічено, як повсталі учасники цього руху в'їжджали у місто Гома.
- Єгипет — невідомо
- Ірак — помічені на службі в артилерійському дивізіоні 9-ї бронетанкової дивізії
- Лівія — 110 одиниць замовлено в Чехословаччині 1970 року та поставлено в 1970—1973 роках.[1][13]
- Сербія — в експлуатації 48
- Словаччина — невідомо

### Колишні експлуатанти
- Чехословаччина — передано державам-наступницям.
- Чехія — останню машину знято з експлуатації 2003 року.[14]
- Хорватія — дві одиниці передано до місцевого армійського музею, інші виведено з експлуатації та утилізовано.[15]
- Куба — зняті з озброєння
- Боснія і Герцеговина — зняті з озброєння?
- Словенія — зняті з озброєння. Деякі подаровані музеям.[16]
- Югославія — 220 одиниць замовлено в Чехословаччині 1965 року та поставлено в 1965—1968 рр.[1] До 1991 року їхня кількість зросла до 789.[17] Передані державам-наступницям.[18]
- Сирія — невідомо[19]
- Заїр — невідомо[19]